# Aglasterhausen
Aglasterhausen är en kommun och ort i Neckar-Odenwald-Kreis i regionen Rhein-Neckar i Regierungsbezirk Karlsruhe i förbundslandet Baden-Württemberg i Tyskland.
Kommunen ingår i kommunalförbundet Kleiner Odenwald tillsammans med kommunerna Neunkirchen och Schwarzach.

## Administrativ indelning
Hassmersheim består av tre Gemeindeteile.
- Hassmersheim
- Hochhausen
- Neckarmühlbach